# ترشيد استهلاك المياه

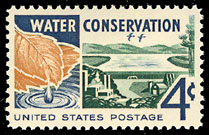
طابع بريدي بالولايات المتحدة عام 1960م يدعو علي الحفاظ على المياه

ترشيد استهلاك المياه أو الحفاظ على المياه يشمل جميع السياسات والاستراتيجيات والأنشطة لإدارة الموارد الطبيعية للمياه العذبة على نحو مستدام، وحماية غلاف الأرض المائي، وتلبية الطلب البشري الحالي والمستقبلي. يؤثر عدد السكان والنمو السكاني وحجم الأسرة والثراء على كمية المياه المستخدمة. أدت عوامل مثل تغير المناخ إلى زيادة الضغوط على موارد المياه الطبيعية وخاصة في التصنيع والري الزراعي. نفذت العديد من البلدان بالفعل سياسات تهدف إلى الحفاظ على المياه، وحققت نجاحًا كبيرًا.
تشمل أهداف جهود الحفاظ على المياه ما يلي:
- ضمان توفر المياه للأجيال القادمة حيث لا يتجاوز سحب المياه العذبة من النظام البيئي معدل الإحلال الطبيعي لها.
- ترشيد استهلاك الطاقة حيث أن منشآت ضخ المياه وتسليمها ومعالجة مياه الصرف الصحي تستهلك قدرًا كبيرًا من الطاقة. في بعض مناطق العالم، يخصص أكثر من 15٪ من إجمالي استهلاك الكهرباء لإدارة المياه.
- الحفاظ على الموائل حيث يساعد تقليل استخدام الإنسان للمياه في الحفاظ على النظام البيئي للمياه العذبة للحياة البرية المحلية والطيور المائية المهاجرة، وكذلك جودة المياه.[3]

## الاستراتيجيات
الأنشطة الرئيسية للحفاظ على المياه هي كما يلي:
1. أي تقليل مفيد في استخدامها وفقد المياه وإهدار الموارد.[4]
2. تجنب أي ضرر يلحق بجودة المياه.
3. تحسين ممارسات إدارة المياه التي تقلل من استخدام المياه أو تعزز الاستخدام المفيد لها.[5][6]

يعد حصاد مياه الأمطار إحدى استراتيجيات الحفاظ على المياه. يعد حفر البرك والبحيرات والقنوات وتوسيع خزانات المياه وتركيب مجاري تجميع مياه الأمطار وأنظمة الترشيح في المنازل طرقًا مختلفة لحصاد مياه الأمطار، يحتفظ الكثير من الناس في العديد من البلدان بأوعية نظيفة حتى يتمكنوا من تجميع مياه الأمطار ثم غليها وشربها، وهو أمر مفيد لتزويد المحتاجين بالمياه. يمكن استخدام مياه الأمطار المحصودة والمفلترة في المراحيض، والبستنة المنزلية، وري الحشائش، والزراعة.
إستراتيجية أخرى في الحفاظ على المياه هي حماية موارد المياه الجوفية. عندما تهطل الأمطار، يتسلل بعض المياه إلى التربة ويذهب تحت الأرض. تسمى المياه في منطقة التشبع هذه بالمياه الجوفية. يتسبب تلوث المياه الجوفية في عدم إمكانية استخدام المياه الجوفية كمصدر لمياه الشرب العذبة، وقد يستغرق التجديد الطبيعي للمياه الجوفية الملوثة سنوات حتى يتم تجديدها. وتشمل بعض الأمثلة من المصادر المحتملة لتلوث المياه الجوفية صهاريج التخزين وخزانات الصرف الصحي، غير المتحكم فيها النفايات الخطرة، مكبات النفايات، الملوثات في الغلاف الجوي، والمواد الكيميائية، وأملاح الطريق. يقلل تلوث المياه الجوفية من تجديد المياه العذبة المتاحة، لذا فإن اتخاذ تدابير وقائية من خلال حماية موارد المياه الجوفية من التلوث هو جانب مهم من جوانب الحفاظ على المياه.
هناك إستراتيجية إضافية للحفاظ على المياه وهي ممارسة طرق مستدامة لاستخدام موارد المياه الجوفية. تتدفق المياه الجوفية بسبب الجاذبية وتصريفها في نهاية المطاف في الجداول. يؤدي الضخ الزائد للمياه الجوفية إلى انخفاض في مستويات المياه الجوفية وإذا استمر يمكن أن يستنفد المورد. المياه الجوفية والسطحية متصلة ويمكن أن يؤدي الإفراط في استخدام المياه الجوفية إلى تقليل، وفي الأمثلة المتطرفة، إمداد المياه للبحيرات والأنهار والجداول. في المناطق الساحلية، يمكن أن يؤدي الضخ الجائر للمياه الجوفية إلى زيادة تسرب المياه المالحة مما يؤدي إلى تلوث إمدادات المياه الجوفية. الاستخدام المستدام للمياه الجوفية ضروري للحفاظ على المياه.
أحد المكونات الأساسية لاستراتيجية الحفاظ على المياه هو التواصل والتوعية ببرامج المياه المختلفة. إن تطوير الاتصال الذي يثقف العلوم لمديري الأراضي وصانعي السياسات والمزارعين وعامة الناس هو إستراتيجية مهمة أخرى تستخدم في الحفاظ على المياه. يعتبر التواصل عن علم كيفية عمل أنظمة المياه جانبًا مهمًا عند إنشاء خطة إدارة للحفاظ على هذا النظام وغالبًا ما يتم استخدامه لضمان وضع خطة الإدارة الصحيحة موضع التنفيذ.
يتم الاحتفال بيوم الحفاظ على المياه في 22 مارس.[بحاجة لمصدر]

## الحلول الاجتماعية

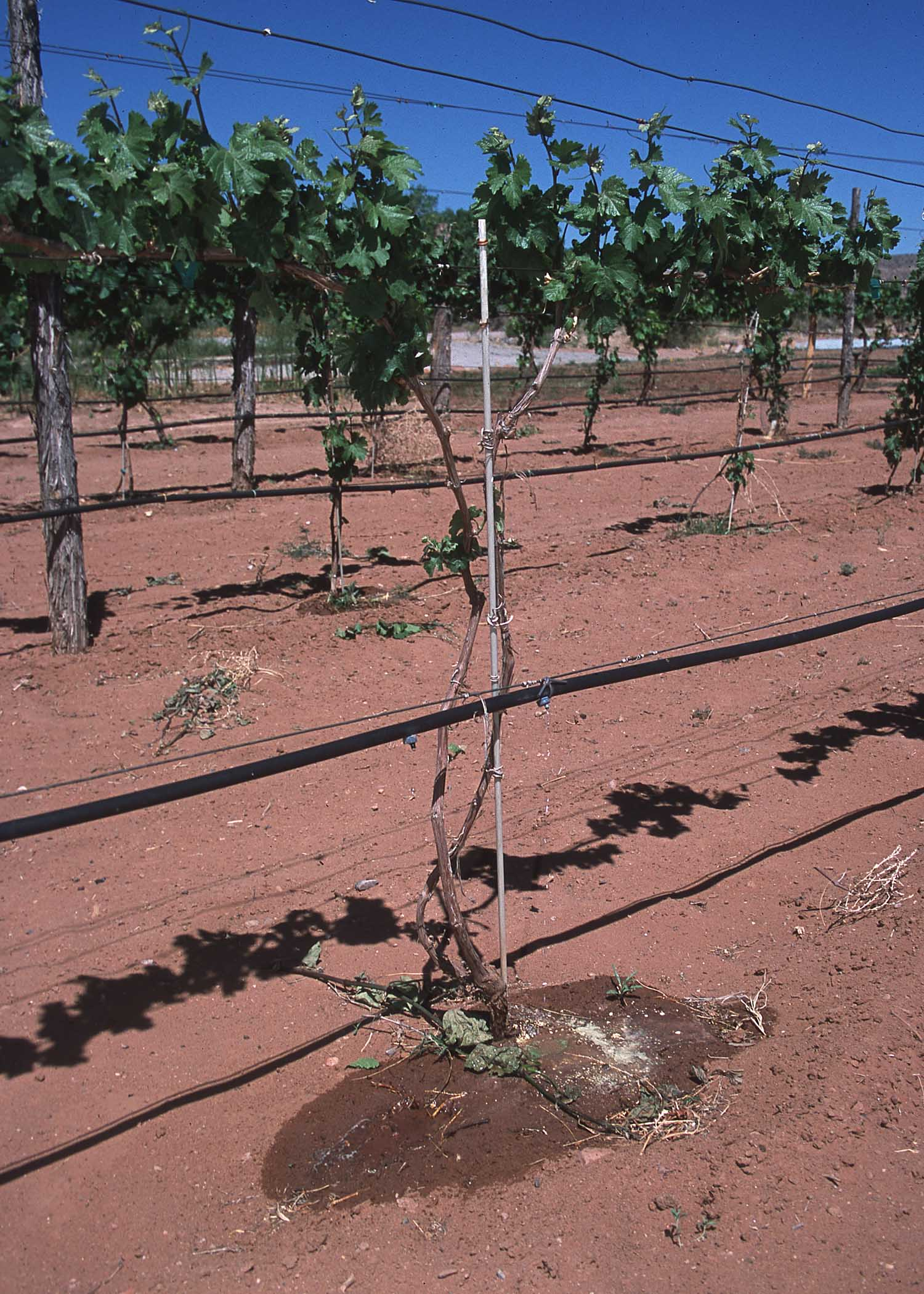
نظام الري بالتنقيط في ولاية نيومكسيكو بالولايات المتحدة

عادة ما يتم البدء في برامج الحفاظ على المياه المشاركة مع الحلول الاجتماعية على المستوى المحلي، إما من قبل مرافق المياه البلدية أو الحكومات الإقليمية. تشمل الاستراتيجيات الشائعة حملات التوعية، ومعدلات المياه المتدرجة (فرض أسعار أعلى تدريجياً مع زيادة استخدام المياه)، أو القيود المفروضة على استخدام المياه في الخارج مثل ري العشب وغسيل السيارات. غالبًا ما تتطلب أو تشجع المدن في المناخات الجافة على تركيب الحدائق الجافة أو المناظر الطبيعية في المنازل الجديدة لتقليل استخدام المياه في الخارج.
أحد أهداف الحفظ الأساسية هو القياس العالمي. يختلف انتشار عدادات المياه السكنية بشكل كبير في جميع أنحاء العالم. قدرت الدراسات الحديثة أن إمدادات المياه يتم قياسها في أقل من 30٪ من المنازل في المملكة المتحدة. على الرغم من اعتبار عدادات المياه الفردية في كثير من الأحيان غير عملية في المنازل ذات الآبار الخاصة أو في المباني متعددة العائلات، تقدر وكالة حماية البيئة الأمريكية أن القياس وحده يمكن أن يقلل الاستهلاك بنسبة 20 إلى 40 في المائة. بالإضافة إلى زيادة وعي المستهلكين باستخدامهم للمياه، يعد القياس أيضًا طريقة مهمة لمعرفة تسرب المياه وتحديد موقعه. سوف يفيد قياس المياه المجتمع، على المدى الطويل، حيث أثبت أن عدادات المياه تزيد من كفاءة نظام المياه بأكمله، فضلاً عن المساعدة في النفقات غير الضرورية للأفراد لسنوات قادمة. لن يكون المرء قادرًا على إهدار المياه ما لم يكن على استعداد لدفع الرسوم الإضافية، وبهذه الطريقة ستكون إدارة المياه قادرة على مراقبة استخدام المياه من قبل الخدمات العامة والمنزلية والتصنيعية.
اقترح بعض الباحثين أن جهود الحفاظ على المياه يجب أن تكون موجهة في المقام الأول إلى المزارعين، في ضوء حقيقة أن ري المحاصيل يمثل 70 ٪ من استخدام المياه العذبة في العالم. يعتبر القطاع الزراعي في معظم البلدان مهمًا اقتصاديًا وسياسيًا، كما أن دعم المياه أمر شائع، حث دعاة الحفاظ على البيئة على إلغاء جميع أشكال الدعم لإجبار المزارعين على زراعة محاصيل أكثر كفاءة في استخدام المياه واعتماد تقنيات ري أقل إهدارًا. 
تطرح التكنولوجيا الجديدة عددًا قليلاً من الخيارات الجديدة للمستهلكين، حيث تحاول ميزات مثل التدفق الكامل ونصف التدفق عند استخدام المرحاض إحداث فرق في استهلاك المياه والنفايات. من الممكن أيضًا استخدام / «تلويث» المياه على مراحل (مع الاستمرار في استخدامها في المراحيض المتدفقة أخيرًا)، مما يسمح بمزيد من استخدام المياه لمختلف المهام في نفس الدورة (قبل الحاجة إلى تنقيتها مرة أخرى، والتي يمكن أيضًا يتم في الموقع). غالبًا ما تستخدم إيرث شيب مثل هذا الإعداد.
تتوفر أيضًا رؤوس دش حديثة تساعد في تقليل إهدار المياه: يقال إن رؤوس الدش القديمة تستخدم 19-37.85 لترا (5-10 جالونات) في الدقيقة، بينما تستخدم التركيبات الجديدة المتاحة 9.5 لترا (2.5 جالونًا) في الدقيقة وتوفر تغطية مياه متساوية. طريقة أخرى هي إعادة تدوير مياه الدش مباشرة، عن طريق نظام شبه مغلق يحتوي على مضخة وفلتر. تم أيضًا استخدام مثل هذه الطريقة (تسمى «دش إعادة تدوير المياه») في منزل VIRTUe LINQ. إلى جانب إعادة تدوير المياه، فإنه يعيد أيضًا استخدام حرارة الماء (التي كانت ستضيع لولا ذلك).

## التطبيقات المنزلية
يحتوي موقع Home Water Works على الويب على معلومات مفيدة حول الحفاظ على المياه المنزلية. على عكس الرأي السائد بأن الطريقة الأكثر فعالية لتوفير المياه هي الحد من سلوك استخدام المياه (على سبيل المثال، من خلال الاستحمام لفترة أقصر)، يقترح الخبراء أن الطريقة الأكثر فعالية هي استبدال المراحيض والغسالات المعدلة؛ كما هو موضح في دراستين لتسجيل الاستخدام النهائي للأسر المعيشية في الولايات المتحدة.
تشمل تقنية توفير المياه للمنزل ما يلي:
1. حصاد مياه الأمطار.
2. أنظمة إعادة استخدام أو إعادة تدوير مياه الصرف الصحي، مما يسمح بما يلي:
  - إعادة استخدام المياه الرمادية في تنظيف المراحيض أو ري الحدائق.
  - إعادة تدوير المياه العادمة من خلال تنقيتها في محطة معالجة المياه. انظر أيضًا مياه الصرف الصحي - إعادة الاستخدام.
3. أثناء ري المزروعات وفي الحدائق المنذلية:
  - أستخدام أجهزة التحكم في الري المعتمدة على الطقس.
  - أستخدام فتحات خراطيم الحديقة التي تغلق المياه عند عدم استخدامها، بدلاً من ترك الخرطوم يعمل.
  - أستخدام أغطية حمامات السباحة التي تقلل التبخر ويمكن أن تسخن مياه البركة لتقليل تكاليف المياه والطاقة والمواد الكيميائية.
4. أثناء الأستحمام:
  - عدم الإطالة أثناء الإستحمام حيث يكفي خمس دقائق.
  - أستخدام رؤوس الدش التي تسمى رؤوس الدش منخفضة التدفق وأحيانًا رؤوس الدش الموفرة للطاقة لأنها تستخدم أيضًا طاقة أقل.
5. في الأحواض والصنابير:
  - تركيب مهويات الصنبور، والتي تقسم تدفق المياه إلى قطرات دقيقة للحفاظ على «فعالية الترطيب» مع استخدام كمية أقل من الماء. ومن المزايا الإضافية أنها تقلل تناثر السوائل أثناء غسل اليدين والأطباق.
  - أستخدام صنابير منخفضة التدفق في أحواض الغسيل.
  - أستخدام الصنبور الأوتوماتيكي وهو عبارة عن صنبور لحفظ المياه يعمل على التخلص من إهدار المياه عند الصنبور، يقوم بأتمتة استخدام الصنبور دون استخدام اليدين.
6. في المراحيض:
  - أستخدام مراحيض التدفق المزدوج التي تشتمل على زرين أو مقابض للشطف بمستويات مختلفة من الماء. تستخدم مراحيض الشطف المزدوجة مياه أقل بنسبة تصل إلى 67٪ مقارنة بالمراحيض التقليدية.
  - أستخدام مراحيض منخفضة التدفق ومراحيض سماد ومراحيض للحرق. المراحيض السماد لها تأثير كبير في العالم المتقدم، حيث تستخدم المراحيض الغربية التقليدية كميات كبيرة من المياه.
  - تدفق المياه الخام في الأماكن التي تستخدم فيها المراحيض مياه البحر أو المياه غير النقية (أي المياه الرمادية).
7. أثناء غسل الملابس:
  - عدم استخدام غسالات ملابس إلا عندما تمتلئ.
  - استخدام غسالات ملابس عالية الكفاءة.

## التطبيقات الصناعية والتجارية
يمكن أن تكون العديد من الأجهزة الموفرة للمياه (مثل المراحيض منخفضة التدفق) المفيدة في المنازل مفيدة أيضًا في توفير المياه للأعمال. تشمل التقنيات الأخرى الموفرة للمياه للشركات ما يلي:
1. مبولات بدون ماء (يمكن تركيبها أيضًا في المدارس)
2. مغسلة للسيارات بدون ماء
3. الصنابير التي تعمل بالأشعة تحت الحمراء أو التي تعمل بالقدم، والتي يمكن أن توفر المياه باستخدام رشقات قصيرة من الماء للشطف في المطبخ أو الحمام
4. غرف المياه المضغوطة، والتي يمكن استخدامها بدلاً من الخرطوم لتنظيف الأرصفة
5. أنظمة إعادة تدوير معالج أفلام الأشعة السينية
6. وحدات تحكم التوصيل ببرج التبريد
7. أجهزة التعقيم البخارية الموفرة للمياه، لأستخدامها في المستشفيات ومرافق الرعاية الصحية
8. حصاد مياه الأمطار
9. المبادلات الحرارية بين الماء والماء.

## التطبيقات الزراعية

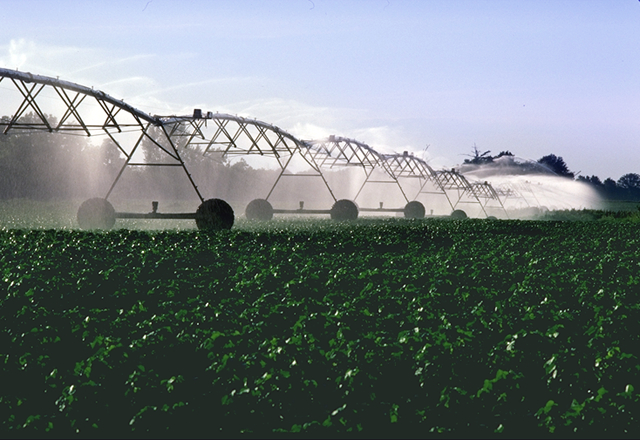
الري الفوقي، تصميم الري المحوري

الماء جزء مهم جدا في الري، تأخذ النباتات دائمًا الكثير من المياه الجوفية، وبالتالي يجب إعادة ملء المياه الجوفية، بالنسبة لري المحاصيل، إن الكفاءة المثلى للمياه هي التي تقلل الخسائر الناتجة عن التبخر أو الجريان السطحي أو الصرف تحت السطحي مع زيادة الإنتاج إلى أقصى حد. يمكن استخدام وعاء التبخير مع عوامل تصحيح المحاصيل المحددة لتحديد كمية المياه اللازمة لتلبية متطلبات النبات، غالبًا ما يكون الري بالغمر، وهو النوع الأقدم والأكثر شيوعًا، غير متساوٍ جدًا في التوزيع، حيث قد تتلقى أجزاء من الحقل مياهًا زائدة من أجل توصيل كميات كافية إلى أجزاء أخرى. الري العلوي، باستخدام الرش المحوري المركزي أو الرشاشات المتحركة الجانبية، لديه القدرة على نمط توزيع أكثر مساواة وتحكمًا. يعتبر الري بالتنقيط هو النوع الأغلى والأقل استخدامًا، ولكنه يوفر القدرة على توصيل المياه إلى جذور النباتات بأقل خسائر. ومع ذلك، أصبح الري بالتنقيط ميسور التكلفة بشكل متزايد، خاصة بالنسبة لحديقة المنزل وفي ضوء ارتفاع معدلات المياه. يمكن أن يوفر استخدام طرق الري بالتنقيط ما يصل إلى 113562.35 لترا (30000 جالون) من المياه سنويًا عند استبدال أنظمة الري التي تُرش في جميع الاتجاهات. هناك أيضًا طرق فعالة رخيصة مشابهة للري بالتنقيط مثل استخدام خراطيم النقع التي يمكن حتى غمرها في وسط النمو للقضاء على التبخر.
نظرًا لأن تغيير أنظمة الري يمكن أن يكون عملية مكلفة، فإن جهود الحفظ غالبًا ما تركز على تعظيم كفاءة النظام الحالي. قد يشمل ذلك حفر التربة المضغوطة، وإنشاء حواجز ثقيلة لمنع الجريان السطحي، واستخدام رطوبة التربة وأجهزة استشعار هطول الأمطار لتحسين جداول الري. عادة ما تكون المكاسب الكبيرة في الكفاءة ممكنة من خلال القياس والإدارة الأكثر فعالية لنظام الري الحالي. يشير تقرير الاقتصاد الأخضر الصادر عن برنامج الأمم المتحدة للبيئة لعام 2011 إلى أن «[i] تحسين المواد العضوية في التربة مع استخدام السماد الأخضر والتغطية وإعادة تدوير مخلفات المحاصيل وروث الحيوانات يزيد من قدرة التربة على الاحتفاظ بالمياه وقدرتها على امتصاص الماء أثناء هطول الأمطار الغزيرة»، وهي طريقة لتحسين استخدام مياه الأمطار والري خلال فترات الجفاف في الموسم.

## إعادة استخدام المياه
أصبح نقص المياه مشكلة تزداد صعوبة في التعامل معها. يعيش أكثر من 40٪ من سكان العالم في منطقة يتجاوز فيها الطلب على المياه إمداداتها. أدى عدم التوازن بين العرض والطلب، إلى جانب المشكلات المستمرة مثل تغير المناخ والنمو السكاني، إلى جعل إعادة استخدام المياه طريقة ضرورية للحفاظ على المياه. هناك مجموعة متنوعة من الطرق المستخدمة في معالجة مياه الصرف الصحي للتأكد من أنها آمنة للاستخدام لري المحاصيل الغذائية أو كمياه للشرب.
تتطلب تحلية مياه البحر طاقة أكثر من تحلية المياه العذبة. على الرغم من ذلك، تم بناء العديد من محطات تحلية مياه البحر استجابة لنقص المياه في جميع أنحاء العالم. وهذا يجعل من الضروري تقييم آثار تحلية مياه البحر وإيجاد طرق لتحسين تقنية تحلية المياه. تتضمن الأبحاث الحالية استخدام التجارب لتحديد أكثر طرق تحلية المياه فعالية والأقل استهلاكًا للطاقة.
الترشيح الرملي هو طريقة أخرى تستخدم لمعالجة المياه. تظهر الدراسات الحديثة أن الترشيح الرملي يحتاج إلى مزيد من التحسينات، لكنه يقترب من التحسين بفعاليته في إزالة مسببات الأمراض من الماء. يعتبر الترشيح الرملي فعالاً للغاية في إزالة البكتيرياوالبروتوزوا، ولكنه يكافح في إزالة الفيروسات. تتطلب مرافق ترشيح الرمل واسعة النطاق أيضًا مساحات كبيرة لاستيعابها.
تعتبر إزالة مسببات الأمراض من المياه المعاد تدويرها ذات أولوية عالية لأن مياه الصرف تحتوي دائمًا على مسببات الأمراض القادرة على إصابة البشر. يجب خفض مستويات الفيروسات المسببة للأمراض إلى مستوى معين حتى لا تشكل المياه المعاد تدويرها تهديدًا للسكان البشريين. إن المزيد من البحث ضروري لتحديد طرق أكثر دقة لتقييم مستوى الفيروسات المسببة للأمراض في مياه الصرف الصحي المعالجة.

## هدر الماء

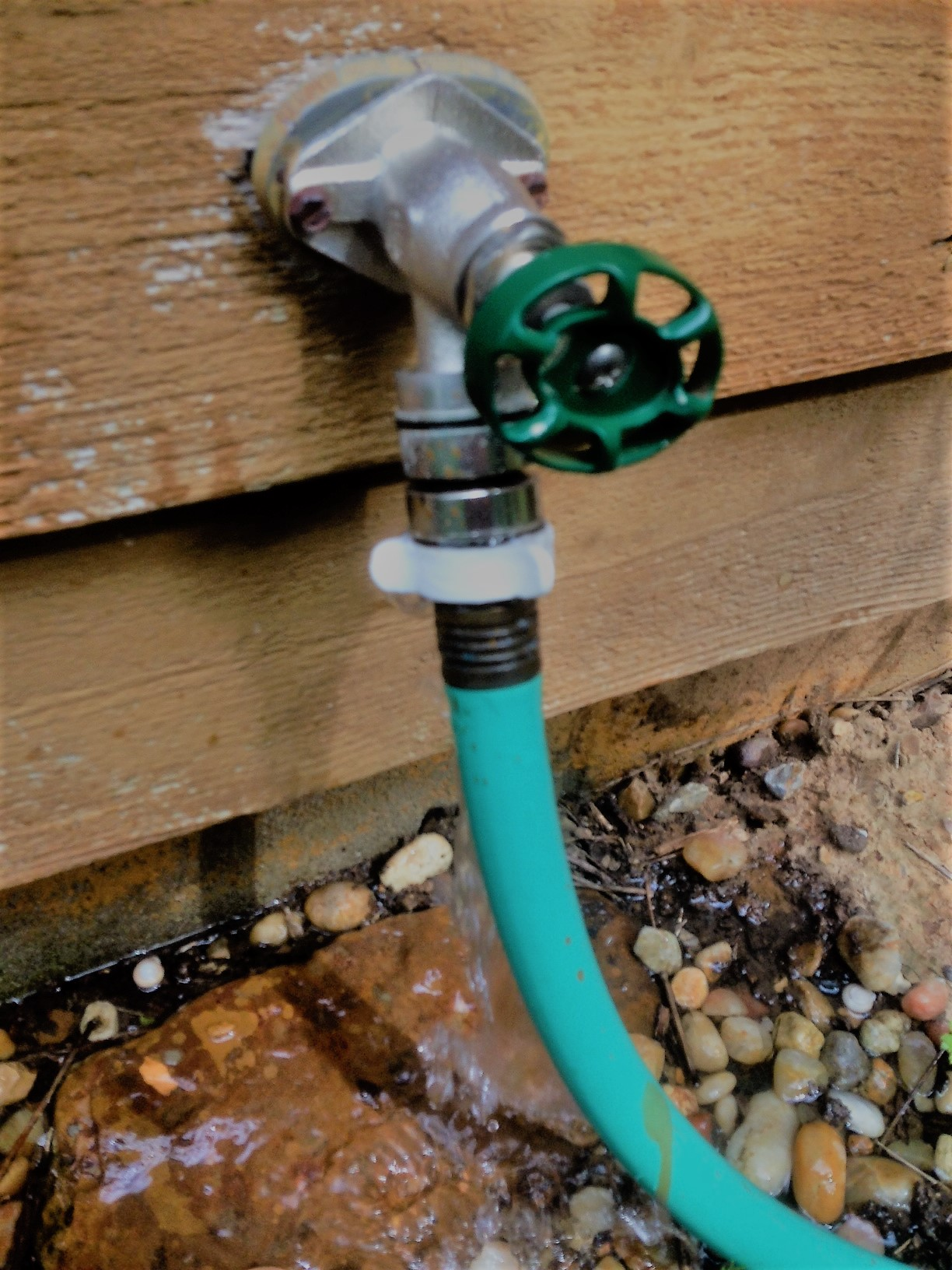
تسرب في مريلة خرطوم الحديقة

إن إهدار المياه هو الجانب الآخر للحفاظ على المياه، وفي التطبيقات المنزلية، يعني التسبب أو السماح بتصريف المياه دون أي غرض عملي. يعتبر الاستخدام غير الفعال للمياه أيضًا بمثابة إهدار. وفقًا لتقديرات وكالة حماية البيئة الأمريكية، يمكن أن تؤدي التسريبات المنزلية في الولايات المتحدة إلى إهدار ما يقرب من 3.4 مليار متر مكعب (900 مليار جالون) من المياه سنويًا على مستوى الولايات المتحدة.
بشكل عام، وكالات إدارة المياه مترددة أو غير راغبة في إعطاء تعريف ملموس لمفهوم غامض إلى حد ما لمخلفات المياه. ومع ذلك، غالبًا ما يتم تقديم تعريف نفايات المياه في قوانين طوارئ الجفاف المحلية. يشير أحد الأمثلة إلى أي أفعال أو إغفالات سواء كانت متعمدة أو إهمال، والتي "تسبب أو تسمح للمياه بالتسرب، أو التصريف، أو التدفق أو الجري إلى أي مزراب، أو مجاري الصرف الصحي، أو المجرى المائي، أو الصرف العام أو الخاص للعواصف، أو إلى أي مجاور الممتلكات، من أي صنبور، أو خرطوم، أو صنبور، أو أنبوب، أو رشاش، أو بركة، أو بركة، أو مجرى مائي، أو نافورة، أو فوهة. في هذا المثال، يوضح رمز المدينة أيضًا أنه "في حالة الغسيل، «التفريغ»، «التدفق» أو«الانسياب للنفايات» يعني أن المياه الزائدة عن تلك اللازمة لغسل أو تبليل أو تنظيف الجسم المتسخ أو المترب، مثل السيارات أو الرصيف أو منطقة وقوف السيارات، يتدفق إلى النفايات.
غالبًا ما توفر مرافق المياه (ومصادر الوسائط الأخرى) قوائم بممارسات استخدام المياه المهدرة وحظر الاستخدامات المهدرة. تشمل الأمثلة المرافق في سان أنطونيو، تكساس. لاس فيغاس، نيفادا،  خدمة مياه كاليفورنيا في كاليفورنيا، ومدينة سان دييغو، كاليفورنيا. تفرض مدينة بالو ألتو في كاليفورنيا قيودًا دائمة على استخدام المياه على الممارسات المهدرة مثل التسربات والجريان السطحي والري أثناء هطول الأمطار وبعده مباشرة، واستخدام المياه الصالحة للشرب عندما تكون المياه غير الصالحة للشرب متاحة. توجد قيود مماثلة سارية في ولاية فيكتوريا، أستراليا. يتم استخدام حظر استخدام المياه المؤقت (المعروف أيضًا باسم «حظر خراطيم المياه») في إنجلترا واسكتلندا وويلز وأيرلندا الشمالية.
بالمعنى الدقيق للكلمة، فإن المياه التي يتم تصريفها في المجاري أو مباشرة إلى البيئة لا تُهدر أو تُفقد. يبقى ضمن الدورة الهيدرولوجية حيث تعود المياة إلى سطح الأرض والأجسام المائية السطحية كترسيب. ومع ذلك، في كثير من الحالات، يكون مصدر المياه على مسافة كبيرة من نقطة العودة وقد تكون في مستجمع مختلف. يمكن أن يمثل الفصل بين نقطة الاستخراج ونقطة العودة تدهورًا بيئيًا كبيرًا في مجرى المياه وشريط النهر. ما «يهدر» هو إمداد المجتمع بالمياه التي تم التقاطها وتخزينها ونقلها ومعالجتها وفقًا لمعايير جودة الشرب. يوفر الاستخدام الفعال للمياه نفقات توفير إمدادات المياه ويترك المزيد من المياه العذبة في البحيرات والأنهار وخزانات المياه الجوفية للمستخدمين الآخرين وأيضًا لدعم النظم البيئية.
أحد المفاهيم التي ترتبط ارتباطًا وثيقًا بهدر المياه هو «كفاءة استخدام المياه». يعتبر استخدام المياه غير فعال إذا كان من الممكن تحقيق نفس الغرض من استخدامه بكمية أقل من الماء. الكفاءة التقنية مشتقة من الممارسة الهندسية حيث تستخدم عادة لوصف نسبة المخرجات إلى المدخلات وهي مفيدة في مقارنة المنتجات والعمليات المختلفة. على سبيل المثال، يمكن اعتبار رأس دش واحد أكثر كفاءة من الآخر إذا كان بإمكانه تحقيق نفس الغرض (أي الاستحمام) باستخدام كمية أقل من المياه أو مدخلات أخرى (على سبيل المثال، ضغط ماء أقل). تعتبر المبولات أكثر كفاءة من مراحيض الحمامات العامة للرجال أو الأولاد في المواقف التي يحتاج فيها المستخدم للتبول فقط؛ وعلى الرغم من أن هذه وظيفة طبيعية، إلا أن المبولات توفر خصوصية أقل إلى حد كبير. لا يعد مفهوم الكفاءة الفنية مفيدًا في اتخاذ قرارات استثمار الأموال (أو الموارد) في تدابير الحفاظ على المياه ما لم يتم قياس المدخلات والمخرجات من حيث القيمة. يشار إلى هذا التعبير عن الكفاءة على أنه الكفاءة الاقتصادية ويتم دمجه في مفهوم الحفاظ على المياه.

## روابط خارجية
- مجلة كفاءة المياه - مجلة لمتخصصي ترشيد استهلاك المياه
- مجتمع الحفاظ على المياه ذو الاهتمام - جمعية أعمال المياه الأمريكية
- حفظ المياه نسخة محفوظة 24 مارس 2015 على موقع واي باك مشين. - مركز معلومات جودة المياه، المكتبة الزراعية الوطنية، وزارة الزراعة الأمريكية
- التحالف من أجل كفاءة المياه (AWE)
- Smart WaterMark - ملصق حفظ المياه الأسترالي
- أهمية الحفاظ على المياه نسخة محفوظة 28 يوليو 2021 على موقع واي باك مشين. - مقال عن حفظ المياه